# Shomari Figures
 (mars 2025).
Si vous disposez d'ouvrages ou d'articles de référence ou si vous connaissez des sites web de qualité traitant du thème abordé ici, merci de compléter l'article en donnant les références utiles à sa vérifiabilité et en les liant à la section « Notes et références ».
Shomari Figures, né le 3 septembre 1985 à Mobile (Alabama, États-Unis), est un homme politique américain.
Membre du Parti démocrate, il est représentant des États-Unis du deuxième district congressionnel de l'Alabama depuis le 3 janvier 2025.

## Situation personnelle

### Origines
Figures est le fils de Michael Figures, avocat des droits civiques et membre du Sénat de l'Alabama, et de Vivian Davis Figures, qui a succédé à son mari au Sénat de l'Alabama après sa mort. Son père était l'avocat de Beulah Mae Donald dont le fils a été lynché par des membres du Klan uni d'Amérique. Donald a reçu 7 millions de dollars, ce qui a mis l'organisation en faillite.

### Vie privée
Figures a rencontré Kalisha Dessources en 2014 alors qu'ils travaillaient tous les deux à la Maison Blanche. Ils se sont mariés le 2 décembre 2018 à East Brunswick, dans le New Jersey, et ont trois enfants. Il est protestant.